# Antonín Kocábek
Antonín Kocábek (* 8. ledna 1968) je český hudební publicista. Spolupracoval např. s hudebním měsíčníkem Rock & Pop, musicserver.cz, periodiky Nový prostor, 14, Instinkt, Babylon, TimeIn, přispíval i na další hudební servery jako I-music.cz, CRo-Radium, Muzikus.cz, FreeMusic.cz, Musicserver.cz, Part.cz, Musiczone.cz. Byl redaktorem Lidových novin (2009) a časopisu Týden (2009-2015). V současné době spolupracuje s kulturním magazínem UNI, headliner.cz a dalšími médii (Právo, reflex.cz aj).
Od roku 1993 je členem vysílacího týmu Radia 1, kde mj. od roku 1998 spolupřipravuje domácí hitparádu Velká sedma.
Hudebnímu festivalu Boskovice dělá dramaturga a programového ředitele, dramaturgem se stal i v klubu Kaštan - obojí patří ke kulturnímu spolku Unijazz, stejně jako magazín UNI. Na kytaru hrál například v kapele Kachny šejdrem.